# میچ لاکر
میچ لاکر (انگلیسی: Mitch Lucker; ۲۰ اکتبر ۱۹۸۴ – ۱ نوامبر ۲۰۱۲) خواننده-ترانه‌پرداز، و آهنگ‌ساز و ترانه‌نویس اهل ایالات متحده آمریکا بود. وی بین سال‌های ۲۰۰۲ تا ۲۰۱۲ میلادی فعالیت می‌کرد. او خواننده اصلی گروه دث‌کور بند سوساید سایلنس بود.وی قابلیت اجرای تمامی افکتهای صوتی را داشت .و صدای اعجاب برانگیز وی یکی از دلایل عمده شهرت گروهش بود .
وی در سال ۲۰۱۲ پس از تصادف با موتورسیکلت شخصی اش جان سپرد.